# Mateus Caramelo
Mateus Lucena dos Santos, conhecido como Mateus Caramelo, ou simplesmente Caramelo (Araçatuba, 30 de agosto de 1994 — La Unión, 28 de novembro de 2016), foi um futebolista brasileiro que atuou como lateral-direito. Sua última atuação foi pela Chapecoense, por empréstimo do São Paulo. Até 2016, defendeu a Chapecoense. Foi uma das vítimas do Voo LaMia 2933 que resultou na morte de 71 pessoas que estavam no avião ao qual levava o time para a final da Copa Sul-Americana de 2016.

## Carreira

### Mogi Mirim
Caramelo destacou-se pelo Mogi Mirim no Campeonato Paulista de 2013. Morando no alojamento do clube, a revelação fez sua estreia na vitória diante do São Paulo, pela última rodada, e foi o titular nas duas partidas que o Mogi faria pelo mata-mata da competição. Seu apelido chamou a atenção de torcedores e imprensa: devido à música Camaro Amarelo, da dupla sertaneja Munhoz e Mariano, em que os intérpretes cantam "Agora fiquei doce igual Caramelo, tô tirando onda de Camaro Amarelo", e a brincadeira com a composição foi inevitável. O próprio atleta dizia desconhecer a origem da alcunha.

### São Paulo
Após as eliminações do São Paulo no Campeonato Paulista e na Libertadores na mesma semana, o presidente Juvenal Juvêncio fez uma reformulação no elenco, afastando sete atletas e contratando outros três, incluindo Caramelo e Roni, do Mogim Mirim.
Caramelo estreou cinco dias depois, em um amistoso contra o Londrina, mas, em jogos oficiais, teve de esperar até setembro, quando ganhou uma chance contra a Ponte Preta no primeiro jogo de Muricy Ramalho em sua última passagem como técnico do time. Caramelo atuaria apenas mais uma vez no ano, contra o Fluminense, entrando no segundo tempo, e acabou emprestado no início do ano seguinte, para adquirir experiência.

### Atlético Goianiense
Em 17 de janeiro de 2014, foi anunciado seu empréstimo ao Atlético Goianiense, com contrato até o fim da temporada. Caramelo ficou na reserva durante quase todo o período, mas lá marcou o único gol de sua carreira profissional, contra o América Mineiro. Nessa passagem, fez parte do elenco campeão goiano.

### Chapecoense
Após voltar do empréstimo e seguir sem espaço no São Paulo, Caramelo foi novamente emprestado, até o fim de 2015, para a Chapecoense. Assim como no empréstimo anterior, também ficou na reserva na maior parte dos jogos, mas, mesmo assim, o clube catarinense queria estender o empréstimo.

### Retorno ao São Paulo
Quando seu empréstimo à Chapecoense venceu, o São Paulo deu uma chance para Caramelo mostrar seu valor ao recém-chegado técnico Edgardo Bauza, no início de 2016. Ele foi aprovado por Bauza e inscrito para a Libertadores, o que foi considerado uma surpresa.
Após a contratação do lateral argentino Buffarini e más atuações em jogos importantes, como um clássico contra o Santos Futebol Clube onde o São Paulo jogou com um time reserva, Caramelo perdeu espaço e foi procurado por Sport e Chapecoense.
No Morumbi, era visto como uma promessa. Alguém em quem o clube confiava para o futuro. Um jogador de muita força, profissional, sereno e bom de grupo. As duas temporadas por empréstimo na Chapecoense (2015 e 2016) serviriam como amadurecimento para retornar e ser aproveitado.

## Morte
Ver Artigo Principal: Voo 2933 da Lamia
O novo empréstimo à Chapecoense foi confirmado em 5 de agosto, com prazo até o fim do ano. Caramelo foi uma das vítimas fatais da queda do Voo 2933 da LaMia, em 28 de novembro. A aeronave transportava a equipe da Chapecoense para Medellín, onde disputaria a primeira partida das finais da Copa Sul-Americana. Além da equipe da Chapecoense, a aeronave também levava 21 jornalistas brasileiros que cobririam a partida contra o Atlético Nacional (COL).

## Estatísticas
| Clube             | Temporada         | Campeonato nacional | Campeonato nacional | Copa nacional | Copa nacional | Competição internacional¹ | Competição internacional¹ | Campeonato estadual | Campeonato estadual | Outros torneios² | Outros torneios² | Total | Total |
| Clube             | Temporada         | Jogos               | Gols                | Jogos         | Gols          | Jogos                     | Gols                      | Jogos               | Gols                | Jogos            | Gols             | Jogos | Gols  |
| ----------------- | ----------------- | ------------------- | ------------------- | ------------- | ------------- | ------------------------- | ------------------------- | ------------------- | ------------------- | ---------------- | ---------------- | ----- | ----- |
| Mogi Mirim        | 2013              | 0                   | 0                   | 0             | 0             | 0                         | 0                         | 3                   | 0                   | 0                | 0                | 3     | 0     |
| São Paulo         | 2013              | 3                   | 0                   | 0             | 0             | 0                         | 0                         | 0                   | 0                   | 2                | 0                | 5     | 0     |
| São Paulo         | 2016              | 4                   | 0                   | 0             | 0             | 4                         | 0                         | 8                   | 0                   | 0                | 0                | 16    | 0     |
| São Paulo         | Total             | 7                   | 0                   | 0             | 0             | 4                         | 0                         | 8                   | 0                   | 2                | 0                | 21    | 0     |
| Atlético-GO       | 2014              | 13                  | 1                   | 1             | 0             | 0                         | 0                         | 10                  | 0                   | 0                | 0                | 24    | 1     |
| Chapecoense       | 2015              | 4                   | 0                   | 0             | 0             | 4                         | 0                         | 1                   | 0                   | 0                | 0                | 9     | 0     |
| Chapecoense       | 2016              | 3                   | 0                   | 0             | 0             | 3                         | 0                         | 0                   | 0                   | 0                | 0                | 6     | 0     |
| Chapecoense       | Total             | 7                   | 0                   | 0             | 0             | 7                         | 0                         | 1                   | 0                   | 0                | 0                | 15    | 0     |
| Total na carreira | Total na carreira | 27                  | 1                   | 1             | 0             | 11                        | 0                         | 22                  | 0                   | 2                | 0                | 63    | 1     |

¹Em competições continentais, incluindo jogos e gols da Copa Libertadores.

²Em outros, incluindo jogos e gols em amistosos.

## Títulos
Chapecoense
- Copa Sul-Americana: 2016[18]